# 哥斯達黎加聖荷西聖殿
哥斯達黎加聖荷西聖殿是耶穌基督後期聖徒教會的第 87 座運營聖殿。
教会總會會長團于1999年3月17日宣布，将在哥斯達黎加聖荷西建造一座圣殿。哥斯大黎加聖荷西圣殿的宣布使其成为哥斯達黎加第一座圣殿，中美洲第二座圣殿。 

## 歷史
耶穌基督後期聖徒教會是比較新來到哥斯達黎加。一位身為後期聖徒的美國大使在1943年至1946年間在他的家中主持了第一次教會聚會。第一批教會傳教士於 1946 年抵達，並在 1948 年哥斯達黎加內戰期間暫時離開。 到1974年，教會成員人數已經增長到足以使哥斯達黎加成為獨立的傳導部。 1977 年，第一個支聯會在哥斯達黎加成立。  1992 年，十二使徒定額組成員培道‧潘（Boyd K. Packer）將哥斯達黎加的土地奉獻給傳教工作，會員人數增長得更快。1960年哥斯達黎加只有214名成員，到1970年有1,700名成員。今天哥斯達黎加有23,000名成員。在哥斯達黎加建造聖殿之前，成員不得不前往瓜地馬拉瓜地馬拉城聖殿。這次旅行很昂貴，許多家庭花費了他們月收入的兩倍。
1999年4月24日舉行了奠基儀式和開工典禮。教會的七十員會成員、中美洲地區會長團第一諮理林恩·羅賓（Lynn G. Robbins）主持了儀式。動土後不久就開始施工，進展很快，到了一年內完成聖殿的最後期限。截止日期已到，聖殿於6月奉獻，也就是宣佈建造聖殿十四個月後。
聖殿於2000年5月20日至27日開放參觀。聖殿佔地 7,800 平方米公尺。聖殿的外部飾面由來自墨西哥北部城市托雷翁的 Blanco Guardiano 白色大理石製成。超過20,000人參加了開放日並參觀了聖殿。總會會長團成員雅各·傅士德於2000年6月4日為哥斯達黎加聖荷西聖殿奉獻。聖荷西聖殿為 12 個支聯會和 14 個傳導部地區的 35,000 多名教會成員提供服務。
哥斯達黎加聖荷西聖殿總面積為994平方公尺，設有兩個教儀室和兩個印證室。